# Austromarxismo
Austromarxismo (en alemán: Austromarxismus) es un término empleado a partir de 1914 para aludir a una generación de teóricos marxistas austríacos, cuyos escritos aparecieron en la colección Marx Studien y la revista Blätter zur Theorie und Politik des wissenschaftlichen Sozialismus. Lejos de ser un movimiento homogéneo, formaron parte de él diferentes políticos y pensadores, como el neokantiano Max Adler, el nacionalista Otto Bauer y el más ortodoxo Rudolf Hilferding.
En cualquier caso, los austromarxistas eran partidarios de desarrollar una teoría política que se situase entre la socialdemocracia y el leninismo, respetando las diversas maneras de llegar al poder (reforma o revolución) en función de las circunstancias. Con ese espíritu crearon la Segunda Internacional y Media, aunque los partidos de esta Internacional posteriormente pasarían a formar parte de la Internacional Obrera y Socialista.
Adler se interesó en la construcción de una ética política, lo cual les hizo volver los ojos a Kant. La consideración kantiana del hombre como un fin en sí mismo entroncaba, desde su punto de vista, con la apuesta marxista por la sociedad comunista. 
Por su parte, Otto Bauer intentó combinar el socialismo con el nacionalismo, intento que se materializó en su ensayo La cuestión de las nacionalidades y la socialdemocracia.
Influyó en el nacionalsindicalismo español.